# Karim Fares
Karim Fares est un cavalier libano-grec de saut d’obstacles, représentant actuellement la Grèce en compétition internationale. Il a participé à de nombreuses compétitions majeures, notamment les Jeux panarabes, les Jeux asiatiques et les circuits européens. Il est également actif dans la préparation de chevaux pour la compétition de haut niveau, depuis les Pays-Bas.

## Biographie
Karim Fares, fils de May Rabbath et de Samir Fares -pionnier de la publicité au Moyen-Orient - s’est imposé comme l’un des cavaliers les plus en vue du monde arabe dans le domaine du saut d’obstacles. Sa passion pour les chevaux lui a été transmise très tôt par sa mère, May Rabbath, qui participait aux courses hippiques à Beyrouth dans les années 1960, à une époque où la présence féminine sur les pistes restait marginale.
Il est le petit-fils d’Edmond Rabbath, juriste, avocat et historien reconnu pour ses contributions intellectuelles au Liban et dans le monde arabe.
Parmi ses titres les plus notables, il a remporté le Grand Prix international d’Abu Dhabi (2001) avec Vaduz, et s’est distingué au Grand Prix CSI 2* de De Wolden (Pays-Bas, 2018) avec Captain Z. Il a également été champion panarabe lors des Jeux panarabesJeux panarabes de 1997 à Faqra, avec son cheval Illusion.
Il compte parmi les figures clés qui ont formé une génération de jeunes cavaliers au Liban, transmettant une discipline rigoureuse, une passion vivante du cheval, et une éthique exigeante fondée sur la confiance, l’écoute et le respect de l’animal — toujours considéré comme un partenaire à part entière.
Installé ensuite aux Pays-Bas en 2012, il y fonde Cedar Farm, un centre équestre dédié à la préparation de chevaux pour la compétition de haut niveau, jusqu’au niveau Grand Prix.
Longtemps représentant du Liban sur les circuits internationaux, Karim Fares choisit, à partir de 2021, de concourir sous les couleurs de la Grèce, pays dont il détient également la nationalité. Ce changement intervient après plusieurs années de tensions avec la Fédération équestre libanaise, qu’il avait publiquement critiquée pour son absence de vision stratégique. Dans une interview à Ici Beyrouth, il déclare qu’il « n’avait plus les moyens de courir pour le Liban », en raison du désengagement institutionnel.
Il est particulièrement reconnu pour sa capacité naturelle à entraîner les chevaux. Ce lien rare, fondé sur une connexion intuitive, intime, et empreint d’une profonde humilité face à l’animal, imprègne toute sa pratique sportive.

## Palmarès
- 1997 : Champion panarabe aux Jeux panarabes de Faqra avec Illusion.
- 2001 : Vainqueur du Grand Prix international d’Abu Dhabi avec Vaduz.
- 2006 : Participation aux Jeux asiatiques de Doha ; forfait après blessure du cheval.
- 2010 : Qualification pour les Jeux équestres mondiaux de Lexington (Kentucky).
- 2016 : Troisième place au Grand Prix international de Zuidwolde avec Captain Z[5].
- 2018 : Vainqueur du Grand Prix CSI 2* de De Wolden avec Captain Z.
- 2018 : Qualification pour les Jeux équestres mondiaux de Tryon (Caroline du Nord).

## Médias
Karim Fares a fait l'objet de plusieurs publications et interviews dans des médias spécialisés et généralistes :
- L'Orient-Le Jour : Articles sur ses performances et sa carrière.
- Ici Beyrouth : Interview sur son parcours et ses choix professionnels.
- Focus Magazine : Portrait détaillé de sa carrière et de sa vie aux Pays-Bas[6].
- ESM Today : Interview A Dozen Quick Questions[7].